# 切爾沃納波利亞納 (新沃多拉加區)

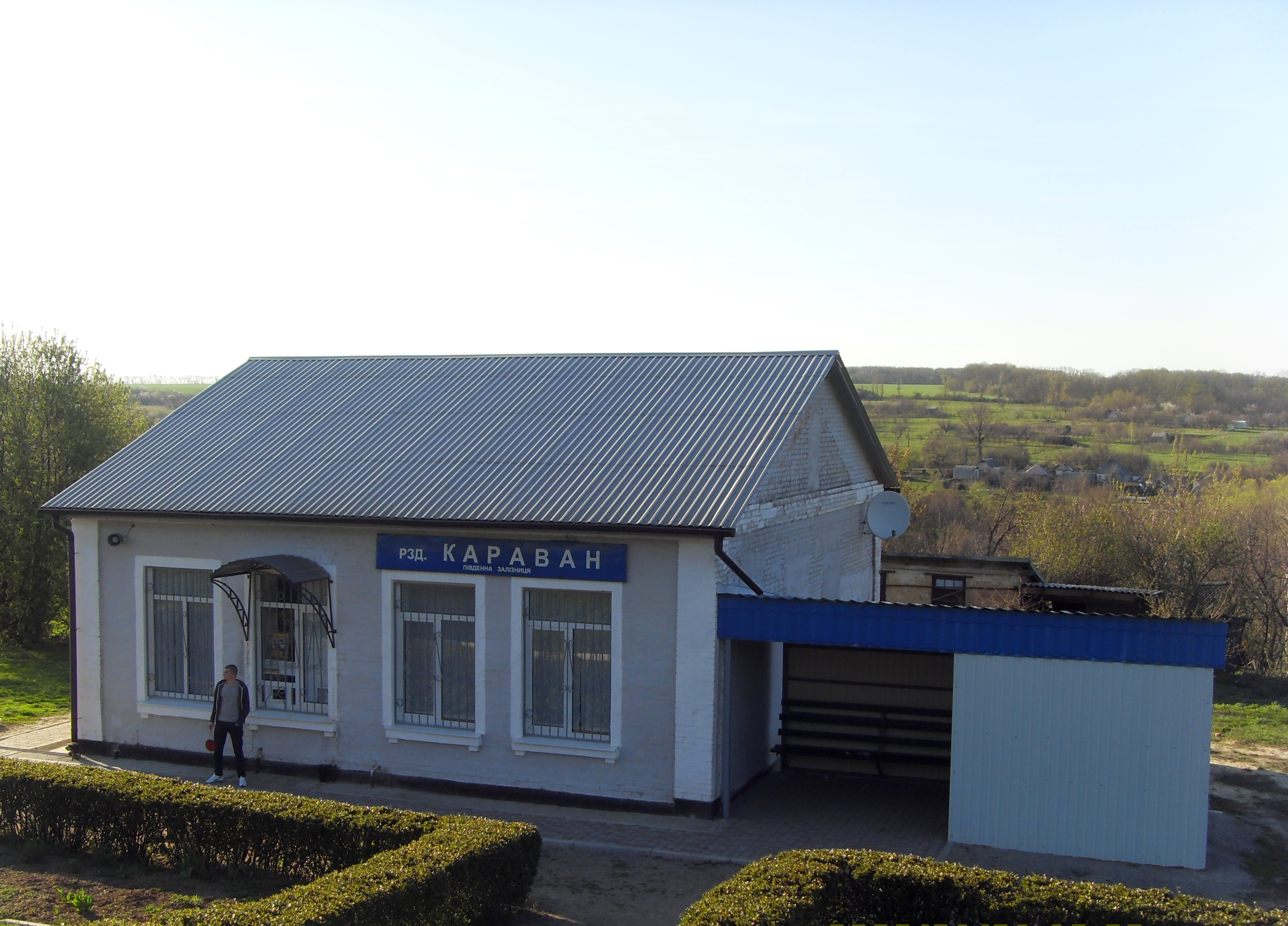

49°38′0″N 35°48′41″E / 49.63333°N 35.81139°E
切爾沃納-波利亞納（烏克蘭語：Червона Поляна）是位於烏克蘭東部的村莊，由哈爾科夫州别列斯京区的舊維里夫卡市鎮負責管轄。該村面積0.7平方公里，海拔高度142米，2001年人口137，人口密度每平方公里195.7人。